# Dichaetomyia acrostichalis
Dichaetomyia acrostichalis är en tvåvingeart som först beskrevs av Fritz Isidore van Emden 1965.  Dichaetomyia acrostichalis ingår i släktet Dichaetomyia och familjen husflugor.
Artens utbredningsområde är Sri Lanka. Inga underarter finns listade i Catalogue of Life.